# Anthonis van Dyck
Anthonis van Dyck ili Sir Anthony van Dyck (Antwerpen, 22. ožujka 1599. – London, 9. prosinca 1641.), flamanski barokni slikar koji je postao vodećim engleskim dvorskim umjetnikom. Najslavniji su njegovi brojni portreti kralja Karla I. i njegove obitelji kojima je snažno utjecao na englesko portretno slikarstvo sljedećih 150 godina. Uljem na platnu slikao je i biblijske i mitološke teme u kojima je iskazao iznimnu vještinu, ali i inovativnost u akvarelima i bakropisu.

## Život
Već s jedanaest godina odlazi u radionicu Hendricka van Balena, a 1617. prelazi k Rubensu te postaje vođa njegove, tada najpoznatije slikarske radionice u Europi. God. 1618. dobiva naziv majstora i prihvaćen je u slikarski Ceh sv. Luke u Antwerpenu. Od 1621. do 1627. radi u Londonu, Genovi, Rimu, Firenci, Marseillu i Parizu. Od 1627. do 1632. boravi u Antwerpenu, a zatim do kraja života (1641.) u Londonu, gdje postaje dvorski slikar Karla I., velikog kolekcionara umjetnina, i postaje najvažniji portretist engleskog visokog društva. Za slikanje privatnih lica tražio je tada velike svote - od 40 do 60 funti i mogao se posvetiti davno snivanom lagodnom životu velikog gospodina. Kada je 1635. pohodio Antwerpen, dočekali su ga kao trijumfatora. Njegovo putovanje na kontinent 1640. god. nije bilo uspješno. Već prilikom jedne narudžbe za veliku dekorativnu sliku u Londonu nije se majstor mogao složiti s kraljem u pitanju honorara; a to mu se isto dogodilo i sada s namjesnikom Nizozemske. Ni francuski dvor nije izradbu velike narudžbe provjerio njemu, nego svojim domaćim umjetnicima. Sve je to teško pogodilo majstora bolesnog na pluća, i on se ojađen vratio u London gdje ga ubrzo zateče smrt.
Sahranjen je u Katedrali sv. Pavla u Londonu gdje mu je kralj podigao spomenik na kojemu piše:
Anthony se vratio u Englesku i ubrzo preminuo u Londonu obvezujući svoju dušu Bogu kao dobar katolik, god. 1641. Pokopan je u Sv. Pavlu, na žalost kralja i dvora i sveopću žalost ljubitelja slikarstva. Za sve bogatstvo koje je stekao, Anthony va Dyck je ostavio maleni posjed jer je živio veličanstveno, više kao princ nego kao slikar.
Pripisuje mu se više od 1000 slika, a poslije njegove smrti izrađeno je preko 100 bakropisa i bakroreza prema njegovim crtežima.

## Djelo
U tadašnjoj hijerarhiji slikarskih žanrova, portret je smatran manje vrijednim u odnosu na povijesno slikarstvo u koje su spadali i vjerski motivi. Iako se van Dyck cijeli svoj slikarski vijek pokušavao etablirati upravo kao slikar velikih povijesnih slika, ostao je poznat upravo po svojim portretima koje je on osobno smatrao usputnim poslom.
U Londonu je Van Dyck razvio slikarski stil u kojemu je kombinirao opuštenu eleganciju s jasnim autoritetom koji zrači iz portretirane osobe. Ovakav stil portretiranja će dominirati engleskim slikarstvom do kraja 18. stoljeća. Mnogi od ovih portreta imaju raskošno oslikani pejzaž u pozadini, po uzoru na konjaničke portrete Tiziana.
Relativno malen broj njegovih pejzažnih crteža i akvarela utjecali su na razvoj slavne engleske škole pejzažnog slikarstva koja je iznikla u 19. st.
Van Dyck je također značajan kao grafičar, a njegova slavna serija portreta slavnih suvremenika u tehnici bakropisa (tzv. „Ikonografija“) postigla je veliki uspjeh i objavljivana je više puta. Upravo prema njegovim grafikama su mnogi slikari naslikali brojne portrete povijesnih osoba.
Danas se mnoga njegova djela nalaze u najslavnijim svjetskim muzejima, ponajviše djela posjeduju muzej Prado u Madridu (25), Louvre u Parizu (18), Nacionalna galerija u Londonu (14), ali i Alte Pinakothek u Münchenu, Nacionalna galerija u Washingtonu, itd.
- Autoportret iz 1613. god., 43 × 33 cm, Gemäldegalerie, Beč.
- Trostruki portret Karla I. (London 1636.) koji je Berniniju poslužio za izvedbu njegove biste.
- Pieter Brueghel mlađi, bakropis iz van Dyckove zbirke „Ikonografije“.
- Samson i Dalila, ulje na platnu, prva polovica 17. St., 148 × 257 cm, Muzej povijesti umjetnosti u Beču, Beč.
- Rinaldo i Armida

## Vanjske poveznice

### Sestrinski projekti
|  | Zajednički poslužitelj ima stranicu o temi Anthonis van Dyck    |
|  | Zajednički poslužitelj ima još gradiva o temi Anthonis van Dyck |

### Mrežna sjedišta
- Anthonis van Dyck na Web Gallery of Art (engl.)
- Kolekcija u Nacionalnoj galeriji u Washingtonu  Arhivirana inačica izvorne stranice od 7. travnja 2010. (Wayback Machine)
- Rekordna prodaja van Dyckova djela (sr.)

| portal: likovna umjetnost | portal: likovna umjetnost |